# Daniel Santos (político)
Daniel Barbosa Santos (Açailândia, 25 de agosto de 1986), conhecido como Dr. Daniel Santos, é um médico e político brasileiro. Filiado ao Partido Socialista Brasileiro (PSB), é o atual prefeito do município de Ananindeua. Anteriormente, foi vereador de Ananindeua e deputado estadual do Pará, tendo presidido a Assembleia Legislativa de 2019 a 2021.

## Biografia
Natural de Açailândia, no Maranhão, Daniel Barbosa Santos se mudou para Dom Eliseu, no estado do Pará, aos três anos de idade e lá permaneceu até completar seus treze anos, quando se mudou para a cidade de Belém para estudar.
Formou-se em Medicina pela Universidade do Estado do Pará (UEPA) e estagiou no antigo Hospital Frei Samarate, fixando-se no município de Ananindeua.
É sócio-proprietário do Hospital Santa Maria de Ananindeua (HSMA), juntamente com sua esposa, a médica dermatologista e deputada federal Alessandra Haber, com quem tem dois filhos, Júlia e Davi.

## Trajetória e atuação política
Com especialização em obstetrícia e ginecologia, Daniel Santos decidiu ingressar na vida política em 2012, quando candidatou-se a vereador pelo município de Ananindeua pelo Partido da Social Democracia Brasileira (PSDB), conseguindo eleger-se como o segundo candidato mais votado do município com a soma de 4.445 votos. Em seu primeiro mandato como vereador, Daniel Santos presidiu a Comissão de Saúde, Promoção Social, Trabalho e Meio Ambiente da Câmara de Ananindeua e destacou-se pela criação do Instituto Deuseny Santos em 2013, um centro médico que oferece consultas gratuitas em várias especialidades.
Nas eleições de 2016, Daniel Santos concorreu novamente ao cargo de vereador pelo PSDB e conseguiu eleger-se com 12.675 votos, desta vez como o candidato mais votado do município e tornando-se o presidente da Câmara Municipal de Ananindeua. Durante o mandato, foi responsável pela aprovação de seis projetos de lei, dentre eles a Lei nº 2.881 que obrigava a substituição de sacolas plásticas por embalagens de papel ou materiais biodegradáveis nos estabelecimentos comerciais do município, e a Lei nº 2.857 que dispunha da capacitação de professores da rede municipal de ensino para introdução de estudos sobre o Estatuto da Criança e do Adolescente (ECA) nas escolas de Ananindeua, ambas sancionadas em 2017 pelo então prefeito, Manoel Carlos Antunes.
Em 2018, Daniel Santos concorreu a deputado estadual pelo PSDB para a legislatura 2019-2023 e, angariando 113.588 votos válidos, elegeu-se como o candidato mais votado do estado do Pará. Além disso, durante a sessão solene de posse dos deputados estaduais em 1 de fevereiro de 2019, Daniel Santos foi eleito como presidente da Assembleia Legislativa do Estado do Pará (Alepa) para o biênio 2019-2020.
Também em 31 de agosto de 2018, durante a convenção estadual do Movimento Democrático Brasileiro (MDB) realizada na Alepa, o deputado Daniel Santos mudou sua filiação para o MDB na mesma reunião em que Jader Filho, irmão do governador Helder Barbalho, assumiu a presidência estadual do partido. Em 2020 se elegeu prefeito de Ananindeua com o apoio de Barbalho e do então prefeito do município, Manoel Pioneiro (PSDB) com 67,70% dos votos válidos, sendo o segundo mais jovem da cidade. Com isso, Daniel renunciaria o cargo de deputado estadual e presidente da ALEPA. 
Com recordes de aprovação no município e após ter rompido a aliança com Helder Barbalho, tendo como estopim as posições diferentes durante a Eleição presidencial no Brasil em 2022 e algumas acusações de interferências políticas usando meios jurídicos, Daniel se lançou candidato a reeleição em 2024 e trocou o MDB pelo PSB. Barbosa seria reeleito prefeito de Ananindeua com 83,48% dos votos válidos, sendo a maior votação de todos os municípios do Pará naquela eleição e da história da cidade.
Em março de 2025, tornou-se líder do diretório estadual do Partido Socialista Brasileiro (PSB) no estado do Pará, o que fez com que o partido assumisse a oposição ao governo Helder Barbalho, causando a saída de nomes históricos.
Em 5 de agosto, foi afastado do cargo de prefeito de Ananindeua por decisão liminar do Tribunal de Justiça do Estado do Pará, após ser deflagrada a Operação Hades pelo Ministério Público, em relação a denúncias de corrupção em suposto desvio de verbas do Hospital Santa Maria de Ananindeua, do qual Daniel Santos foi sócio entre 2018 e 2022.
Na mesma data da decisão que o afastou do cargo de prefeito, anunciou a pré-candidatura ao governo do estado do Pará no pleito de 2026. No dia seguinte (6), reassumiu o cargo após o Superior Tribunal de Justiça (STJ) revogar o seu afastamento, por considerar a decisão do TJ-PA desproporcional.

### Desempenho em eleições
| Ano  | Eleição                 | Coligação                                                                                                | Partido | Candidato a       | Votos        | %      | Resultado |
| ---- | ----------------------- | --- | ------- | ----------------- | ------------ | ------ | --------- |
| 2012 | Municipal de Ananindeua | Sem coligação                                                                                            | PSDB    | Vereador          | 4.445 (2°)   | 2,03   | Eleito    |
| 2016 | Municipal de Ananindeua | Sem coligação                                                                                            | PSDB    | Vereador          | 12.675 (1°)  | 5,38   | Eleito    |
| 2018 | Estadual no Pará        | PSDB, DEM, PDT e PRP                                                                                     | PSDB    | Deputado estadual | 113.588 (1°) | 2,83%  | Eleito    |
| 2020 | Municipal de Ananindeua | MDB, PSDB, DEM, PV, PODE, Republicanos, Avante, PCdoB, PROS, PSB, PSC, PSL, PL, Solidariedade e Patriota | MDB     | Prefeito          | 152.352 (1°) | 67,70% | Eleito    |
| 2024 | Municipal de Ananindeua | PSB, Solidariedade, Fed. PSDB Cidadania, Republicanos, PL, PODE, PRTB e DC                               | PSB     | Prefeito          | 229.930 (1°) | 83,48% | Eleito    |